# The Soundstage Sessions
The Soundstage Sessions é um álbum ao vivo da cantora Stevie Nicks, lançado em 13 de janeiro de 2009.

## Faixas
1. "Stand Back" — 4:40
2. "Crash into Me" — 5:33
3. "Sara" — 6:56
4. "If Anyone Falls in Love" — 4:07
5. "Landslide" — 4:20
6. "How Still My Love" — 7:34
7. "Circle Dance" (dueto com Vanessa Carlton) — 4:14
8. "Fall from Grace" — 4:35
9. "Sorcerer" — 5:00
10. "Beauty and the Beast" — 7:14